# کنیسه ابریشمی
کنیسه ابریشمی (عبری: בית הכנסת אברישמי‎) یکی از کنیسه‌های یهودیان ایرانی در مرکز تهران است.

## پیشینه
این کنیسه در سال ۱۳۴۴ در خیابان فلسطین (کاخ سابق) بنیادگذاری شده‌است. زمین کنیسا توسط نیکوکار آقاجانزاده ابریشمی برای احداث مدرسه و کنیسه برای یهودیان اختصاص یافته‌بود. وی با خرید و اهداء زمینی به وسعت ۵۹/۱۰۲۵ متر مربع واقع در خیابان فلسطین (کاخ سابق) کوی چهارم پلاک ۱۴ و ۱/۱۰ و با همیاری و مساعدت مؤسسین انجمن فرهنگی صدق (آقاجان ابریشمی، دکتر ناصر اخترزاد، داوید بروخیم، منشه پورات، بنیامین شبانی، مهدی موسی‌زاده، حبیب‌الله لاوی، عبدا… نتن الی و موسی نصیر) و نیز به همت دیگر خیراندیشان اقدام به تأسیس یکی از بزرگترین مجتمع‌های فرهنگی کلیمیان تهران نمود. این مجتمع دو طبقه بوده و طبقه اول آن مدرسه و طبقه دوم آن عبادتگاه می‌باشد. این کنیسه گنجایش حدود ۵۰۰ نفر را دارد. از جهت آنکه این کنیسا در منطقه پرتراکم (یهودی نشین) واقع شده‌است، مراسم تفیلا همه روزه در ایام هفته به ویژه در شبات‌ها، در چند نوبت و ایام خاص اجرا می‌شود. در سال ۱۳۷۴ با همت یکی از خیراندیشان میقوه این کنیسا با نام  روزا گشایش یافت و در سال ۱۳۸۷ به همت شورای کنیسا و همیاری اهرون شرگا، ضمن یک بازسازی کلی میقوهٔ دیگر جهت استفاده آقایان تأسیس شده‌است. اغلب شب‌ها کلاسهای تلمود تورا در این کنیسا تشکیل می‌شود از شالیح صیپورهای مهم این کنیسا می‌توان از حاخام یدیدیا شوفط، آقای یهوشوع نتن الی، مهندس الیاسیان و دکتر حمامی نام برد.

## نگارخانه

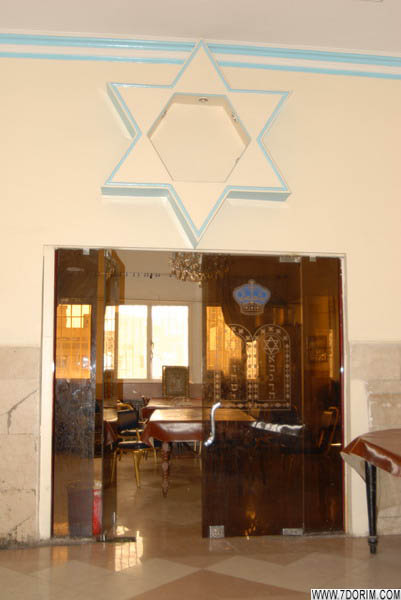
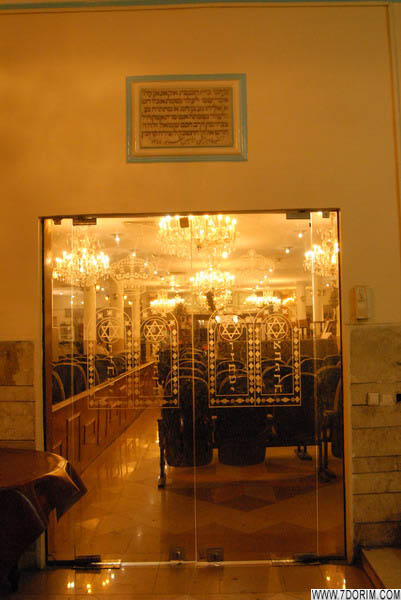
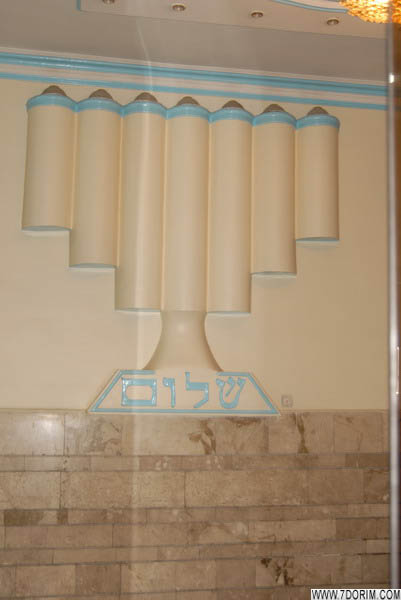
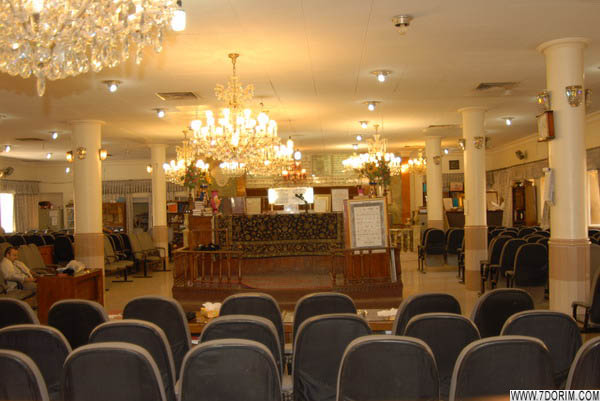
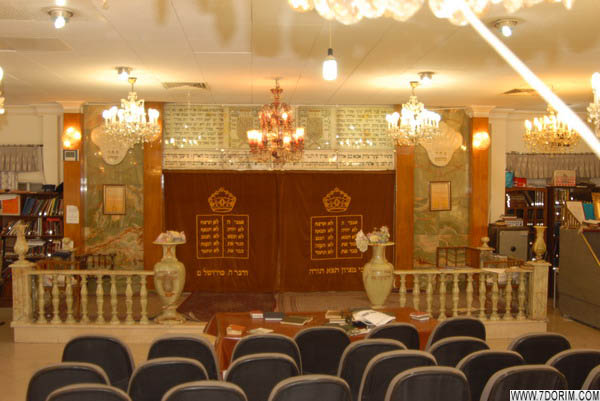
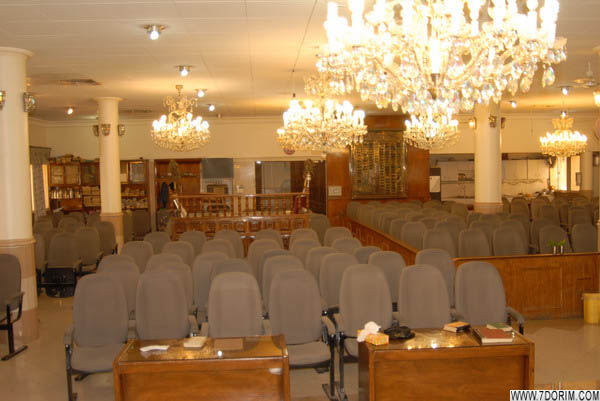
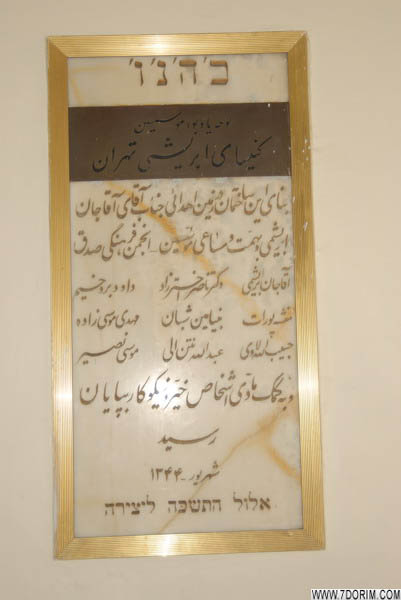